# Tweede Germaanse klankverschuiving

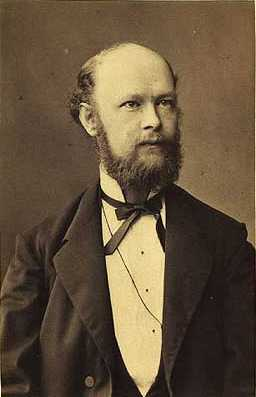
Karl Adolf Verner, opsteller van de Wet van Verner

De tweede Germaanse klankverschuiving was een historische klankverschuiving die de verzachting (lenitie) van een aantal Oergermaanse plosieven omvatte en zich in de zuidelijke varianten van de West-Germaanse talen voltrok. Deze stelselmatige verschuiving staat hierom ook bekend als de Hoogduitse klankverschuiving. De verschuiving vond niet plaats in één beweging, maar in verschillende fasen over verschillende eeuwen. Ze begon waarschijnlijk tussen de derde en vijfde eeuw, en was bijna voltooid in de negende eeuw, toen de eerste Duitse teksten op schrift werden gesteld. Deze klankverschuiving bracht de scheiding teweeg tussen het Hoogduits (dat naargelang van de mate waarin de klankverschuiving is doorgevoerd weer wordt onderverdeeld in Opperduits en Middelduits) en het Nederduits.
De isoglossenbundel die de Hoogduitse van de Nederduitse  en Nederfrankische talen scheidt, staat bekend als de Benrather linie. De Germaanse talen hebben allemaal in verschillende mate de tweede Germaanse klankverschuiving doorgemaakt. Sommige klankverschuivingen gelden daarom voor bijna alle Germaanse talen, en sommige voor slechts enkele. Hoe meer zuidoostwaarts de taal gesproken wordt, des te meer kenmerken van de tweede klankverschuiving er in de taal voorkomen (Opperduits), en hoe meer noordwestwaarts de taal gesproken wordt, des te minder kenmerken van de tweede klankverschuiving er in de taal voorkomen (Engels). De meeste klankverschuivingen, maar niet alle, maken deel uit van het huidige Standaardduits, terwijl in westelijke Duitse dialecten veel minder klankverschuivingen voorkomen.

## Chronologische volgorde
Waarschijnlijk had de klankverschuiving plaats in vier fasen, waarvoor qua datering grove schattingen kunnen worden gemaakt. De datering blijft discutabel omdat alle klankverschuivingen, afgezien van þ → d, voor de opschriftstelling van een Germaanse taal plaats hadden. Schattingen die hieronder worden weergegeven zijn meestal afkomstig uit de DTV Atlas zur deutschen Sprache (pagina 63). Soms helpen historische feiten ons bij de datering. Het feit dat Attila de Hun in het Duits Etzel wordt genoemd, wijst erop dat de tweede fase aan de gang of al voltooid was tijdens de invasie van de Hunnen in de vijfde eeuw. Het feit dat sommige Latijnse leenwoorden in het Duits van klank verschoven zijn (bijvoorbeeld Latijn strata → Duits Straße) en andere niet (zoals Latijn poena → Duits Pein) maakt het mogelijk de klankverschuiving te dateren voor of na de waarschijnlijke introductie van het woord in de Germaanse talen. Meest bruikbaar zijn echter de geciteerde Duitse woorden in laat-klassieke en vroegmiddeleeuwse Latijnse teksten.
Precieze datering is sowieso erg lastig. Volgens de golftheorie van Johannes Schmidt begint een stelselmatige verandering als de tweede Germaanse klankverschuiving namelijk met één woord of slechts enkele woorden in één lokaal dialect. Vervolgens breidt de verandering zich uit naar andere woorden met hetzelfde fonologische patroon, en daarna over een langer tijdsbestek over een groter geografisch gebied. In het Middelduitse taalgebied, waar in historisch opzicht ook een deel van het huidige Limburgse taalgebied bij hoort, is de Tweede Germaanse klankverschuiving vooralsnog slechts gedeeltelijk doorgedrongen.

### Fase 1
De eerste fase, die ongeveer in de vierde eeuw begon en waarin alle variëteiten van het Hoogduitse taalgebied werden beïnvloed, behelst de verandering van stemloze plofklanken in verdubbelde (langer uitgesproken) wrijfklanken indien ze ná een klinker staan, óf in enkele wrijfklanken indien ze in de laatste positie staan.
p → ff of laatste f
t → zz (Nieuwhoogduits ss) of laatste z (s)
k → hh (Nhd ch)
Voorbeelden:
Oudnederlands slāpan (Nederlands slapen) : Oudhoogduits slāfan (Duits schlafen)
Onl strāta (Ndl straat) : Ohd strāzza (Duits Straße)
Onl rīki (Ndl rijk) : Ohd rīhhi (Duits reich)

### Fase 2
De tweede fase werd in de achtste eeuw voltooid en concentreerde zich op de Alemannische en Beierse variëteiten, het latere Opperduits. In deze fase veranderden de plosieven als gevolg van assibilatie in affricaten, waarbij de overige kenmerken behouden bleven:
p → pf (in sommige woorden werd dit later f in laatste positie)
t → tz
k → kch
In de volgende combinaties had de verschuiving echter niet plaats: sp, st, sk, ft, ht, tr.

### Fase 3
De derde fase was geografisch het beperktst. In de variëteiten die aan deze klankverschuiving meededen, werden stemhebbende plofklanken stemloos.
b → p
d → t
g → k
Deze verschuiving moet plaats hebben gehad na de voltooiing van de eerste en tweede fase, anders zouden de resulterende stemloze plofklanken verder hebben moeten transformeren naar wrijfklanken en affricaten. Daarom wordt aangenomen dat deze fase plaatshad rond de achtste en negende eeuw.

### Fase 4
In de vierde en laatste fase vond de verschuiving þ → d plaats. Deze fase verschilt van de andere fasen doordat het hier om slechts één klank gaat en niet om een serie klanken. Wat ook verschilt van de andere fasen is dat deze klankverschuiving ook in de variëteiten ten noorden van de Benrather linie heeft plaatsgevonden. Sommige taalkundigen spreken hierom liever van een aparte klankverschuiving buiten de tweede Germaanse taalverschuiving. Deze fase moet plaats hebben gehad na de derde fase, want anders zou de resulterende d tot t verworden zijn.
De vierde fase was nog niet voltooid toen de eerste teksten in het Duits werden opgesteld. Daardoor zijn er Oudhoogduitse voorbeelden te vinden waarin een þ wordt geschreven in plaats het hedendaags Duitse d. Een bekend voorbeeld hiervan is het Oudhoogduitse thiorna ‘meisje, dienares’ → Nieuwhoogduits Dirne ‘prostituee, (dial.) meisje’ (vgl. Nederlands deern(e) ‘meisje’). Andere voorbeelden zijn:
Vroeg-oudhoogduits thaz → klassiek Oudhoogduits daz (vgl. Nieuwhoogduits das, Nederlands dat tegenover Engels that)
vroeg-Ohd thenken → klassiek Ohd denken (vgl. Nhd en Ndl. denken : Eng think)
vroeg-Ohd thegan → klassiek Ohd degan (vgl. Nhd en Ndl Degen : Eng thane)
vroeg-Ohd thurstag → klassiek Ohd durstac (vgl. Nhd durstig, Ndl dorstig : Eng thirsty)
vroeg-Ohd bruather → klassiek Ohd bruoder (vgl. Nhd Bruder, Ndl broeder : Eng brother)
vroeg-Ohd munth → klassiek Ohd mund (vgl. Nhd Mund, Ndl mond : Eng mouth)

## Verspreiding in het Duitse taalgebied
De tweede Germaanse klankverschuiving is alleen volledig doorgedrongen in de meest zuidelijke Duitse dialecten: het Zuid-Beiers ofwel Tirools en het Hoog- en Hoogstalemannisch. In de laatste twee dialecten is /kch/ aan het begin van woorden veranderd in /ch/: k → kch/ch: Duits Kind ‘kind’ → Tirools Kchind, Hoog- en Hoogstalemannisch Chind.
In de meeste varianten van het Middelduits heeft de tweede Germaanse klankverschuiving zich slechts in een aantal gevallen gemanifesteerd, de zogeheten Rijnlandse waaier.

## Overzichtstabel
De effecten van de klankverschuivingen komen het beste aan het licht als woorden uit het moderne Duits vergeleken worden met hun onverschoven Nederlandse of Engelse etymologische tegenhangers. Het volgende overzicht is gerangschikt naar de Proto-Indo-Europese (PIE) fonemen. (G = Wet van Grimm; V = Wet van Verner)
| PIE → Germaans         | Fase | Hoogduitse verschuiving Germaans → Oudhoogduits | Voorbeelden (Modern Duits)                                                                                              | Eeuw | Geografische verbreiding                | Hoogduits |
| ---------------------- | ---- | ----------------------------------------------- | --- | ---- | --------------------------------------- | --------- |
| G: *b → *p             | 1    | *p → ff                                         | schlafen, Schiff Ndl slaap, schip                                                                                       | 4/5  | Hoog-, Middel- en Opperduits            | Ja        |
| G: *b → *p             | 2    | *p → pf                                         | Pflug, Apfel, Kopf, scharf 1 Ndl ploeg, appel, kop, scherp                                                              | 6/7  | Hoog- en Opperduits                     | Ja        |
| G: *d → *t             | 1    | *t → zz                                         | essen, dass, aus 2 Ndl eten, dat, uit                                                                                   | 4/5  | Hoog-, Middel- en Opperduits            | Ja        |
| G: *d → *t             | 2    | *t → tz                                         | Zeit, Katze Ndl tijd, kat                                                                                               | 5/6  | Hoog- en Opperduits                     | Ja        |
| G: *g → *k             | 1    | *k → hh                                         | machen, ich Ndl maken, ik                                                                                               | 4/5  | Hoog-, Middel-, Opperduits en Limburgs  | Ja        |
| G: *g → *k             | 2    | *k → kch/ch                                     | Zwitserduits Kchind, Werch vgl. Hoogduits Kind, Werk                                                                    | 7/8  | Zuid-Beiers, Hoog- en Hoogstalemannisch | Nee       |
| G: *bh → *b V: *p → *b | 3    | *b → p                                          | Beiers Perg, pist vgl. Hoogduits Berg, bist ‘(jij) bent’                                                                | 8/9  | Beiers en Alemannisch dialecten         | Nee       |
| G: *dh → *d V: *t → *d | 3    | *d → t                                          | Tag, Vater Ndl dag, vader                                                                                               | 8/9  | Hoog- en Opperduits                     | Ja        |
| G: *gh → *g V: *k → *g | 3    | *g → k                                          | Beiers Kot vgl. Hoogduits Gott ‘God’                                                                                    | 8/9  | Beiers en Alemannisch dialecten         | Nee       |
| G: *t → þ              | 4    | þ → d                                           | Dorn, Distel, durch, drei, Bruder Ndl doorn, distel, door, drie, broeder Engels thorn, thistle, through, three, brother | 8/9  | Duits, Nederduits en Nederlands         | Ja        |

(Noten: 1 Oudhoogduits scarph, Middelhoogduits scharpf. 2 Ohd ezzen, daz, ūz.)

## Voorbeeldteksten
Als voorbeeld van de effecten van de verschuiving kunnen de volgende twee teksten uit de late middeleeuwen worden vergeleken. Links staat een Middelnederduits citaat van de Saksenspiegel (1220), die niet de verschuiving ondergaan heeft, en rechts dezelfde tekst van de Middelhoogduitse Deutschenspiegel (1274), waarin wel klankverschuiving is opgetreden.
| Saksenspiegel |  | Deutschenspiegel |
| --- |  | --- |
| De man is ok vormunde sines wives, to hant alse se eme getruwet is. Dat wif is ok des mannes notinne to hant alse se in sin bedde trit, nach des mannes rehte. |  | Der man ist auch vormunt sînes wîbes zehant als si im getriuwet ist. Daz wîp ist auch des mannes genozinne zehant als si an sîn bette trit na des mannes dode is se ledich van des mannes rechte. |

(Vertalingen:
Saksenspiegel: "De man is ook voogd van zijn vrouw / zodra zij met hem getrouwd is. / De vrouw is ook de metgezel van de man / zodra ze naar zijn bed gaat / volgens de rechten van de man."
Deutschenspiegel: "De man is ook voogd van zijn vrouw / zodra zij met hem getrouwd is. / De vrouw is ook de metgezel van de man / zodra ze naar zijn bed gaat / Na de dood van de man is ze vrij van de rechten van de man.")

## Onderwijs
In het voortgezet onderwijs wordt de Hoogduitse klankverschuiving vaak apart besproken als onderdeel van het vak Duits. Aan de hand van etymologisch verwante woorden (cognaten) in het Duits en Nederlands (bijvoorbeeld ich en ik) wordt het zo gemakkelijker de betekenis van Duitse woorden meteen te achterhalen.